# Lubelszczyzna
Lubelszczyzna – kraina historyczna, położona na prawym brzegu Wisły, w dorzeczu rzeki Wieprz. Region stanowi północno-wschodnią część Małopolski.

## Nazwa
Określenie regionu używane jest w zależności od kontekstu: w odniesieniu do ziemi lubelskiej (średniowiecze), województwa lubelskiego z lat 1474–1795 lub do późniejszych województw lubelskich. Po 1999 r. instytucje samorządowe pod nazwą Lubelszczyzna określają obecne województwo lubelskie i stosują je zamiennie (synonim).
W literaturze historycznej nazwą Lubelszczyzna określa się historyczne województwo lubelskie istniejące w latach 1474–1795, którego obszar różnił się od obszaru współczesnego województwa lubelskiego. Lubelszczyzna w tym ujęciu stanowi północno-wschodnią część Małopolski. Graniczy z ziemią sandomierską na zachodzie, Mazowszem na północnym zachodzie, Podlasiem (wraz z Podlasiem Południowym) na północnym wschodzie oraz Grodami Czerwieńskimi/Rusią Czerwoną na wschodzie.

## Historia

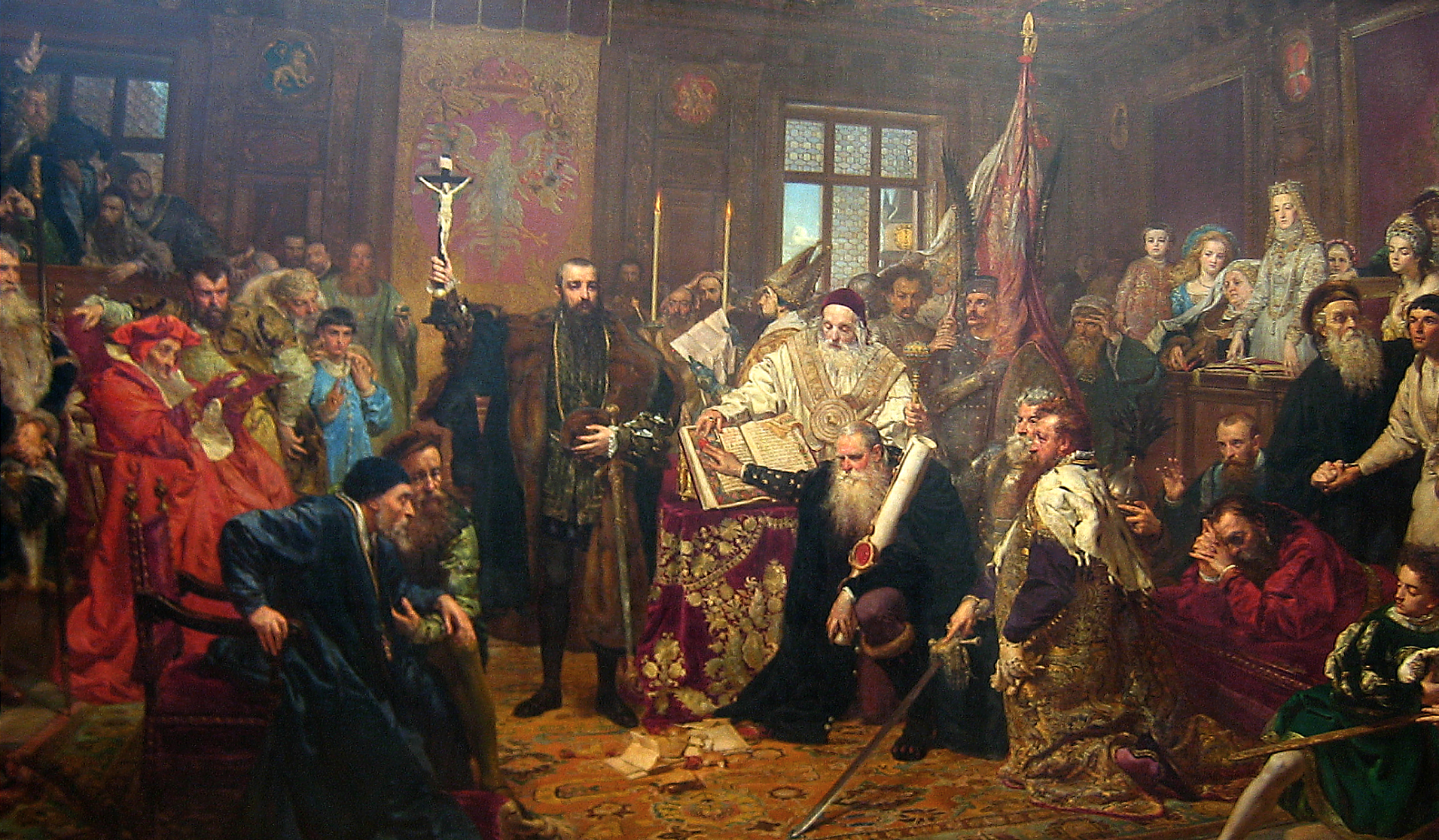
Akt unii lubelskiej

W 1474 r. król Kazimierz IV Jagiellończyk wydzielił z ówczesnego województwa sandomierskiego nowe – województwo lubelskie, w skład którego weszły tereny ziemi lubelskiej i ziemi łukowskiej.
Protestantyzm na Lubelszczyźnie pojawił się dopiero w drugiej połowie XVI w., jednak ten region Polski szybko stał się jednym z najważniejszych ośrodków kalwinizmu i arianizmu aż do połowy XVII w., kiedy zwyciężyła kontrreformacja. Działała tu jedna z gmin braci polskich, której przedstawicielem był Jan Niemojewski, a ministrem zboru Marcin Czechowic.
Po III rozbiorze w 1795 Lubelszczyzna znalazła się pod panowaniem Austrii. W 1809 region został włączony do Księstwa Warszawskiego. W 1815 znalazło się w Królestwie Polskim w zaborze rosyjskim, w 1837 Lublin został stolicą guberni lubelskiej.
W XIX wieku w Królestwie Polskim miało miejsce zorganizowane osadnictwo niemieckie. Na terenie Lubelszczyzny osiedlali się koloniści z Niemiec, głównie rolnicy. Przed rokiem 1864 w guberni lubelskiej i podlaskiej powstało około 95 kolonii niemieckich. W 1862 roku koloniści niemieccy liczyli w guberni lubelskiej 6000 osób, a w ich posiadaniu było 1100 osad. W 1915 roku po wybuchu I wojny światowej większość kolonistów została przez władze carskie deportowana w głąb Rosji. Według spisu powszechnego z dnia  30 września 1921 roku w 252 miejscowościach województwa lubelskiego zamieszkiwała ludność narodowości niemieckiej. Mniejszość niemiecka w województwie lubelskim liczyła 10 933 osoby, co stanowiło 0,5% ogółu ludności.  
W 1801 Izabela Czartoryska założyła w Świątyni Sybilli w Puławach pierwsze polskie muzeum. W 1831 stoczono na Lubelszczyźnie kilka bitew powstania listopadowego.
W 1877 zbudowano pierwsze połączenie kolejowe. Podczas I wojny światowej rosyjski odwrót i zajęcie regionu przez wojska niemieckie i austro-węgierskie w lecie 1915 ostatecznie zakończyło rosyjskie rządy na Lubelszczyźnie, a rozpoczęła się okupacja austriacka.
W 1918 wraz z odzyskaniem niepodległości przez Polskę, Lubelszczyzna wróciła w skład państwa polskiego w ramach województwa lubelskiego. Stan ten zmieniała agresja dokonana w 1939 przez Niemcy, Słowacię i Związek Radziecki. Konsekwencją zakończonej wojny było utworzenie 26 października 1939 przez Hitlera dekretem Generalnego Gubernatorstwa i włączenie Lubelszczyzny do dystryktu lubelskiego.
Działania niemieckich władz okupacyjnych doprowadziły do powstania ruchu oporu w postacji oddziałów partyzanckich Gwardii Ludowej, Armii Krajowej i Baralionów Chłopskich. Na Lubelszczyźnie działania partyzanckie prowadził również liczący do 200 partyzantów oddział polsko-radziecki dowodzony przez oficera Armii Czerwonej Fiodora Kowalowa ps. Fiedia, zbiegłego jeńca z niewoli niemieckiej. Oddziałowi nadano imię gen. Józefa Bema.
Oszacowano, że w czasie trwającej 1750 dni okupacji niemieckiej Lubelszczyzny czyli ziem leżących między Wisłą a Bugiem w wyniku rządów okupanta hitlerowskiego śmierć poniosło około 350 tys. mieszkańców, wśród których było około 100 tys. Polaków, oraz około 250 tys. obywateli polskich pochodzenia żydowskiego. Pozostałymi ofiarami byli obywatele polscy narodowości ukraińskiej, białoruskiej i romskiej. 

## Miasta

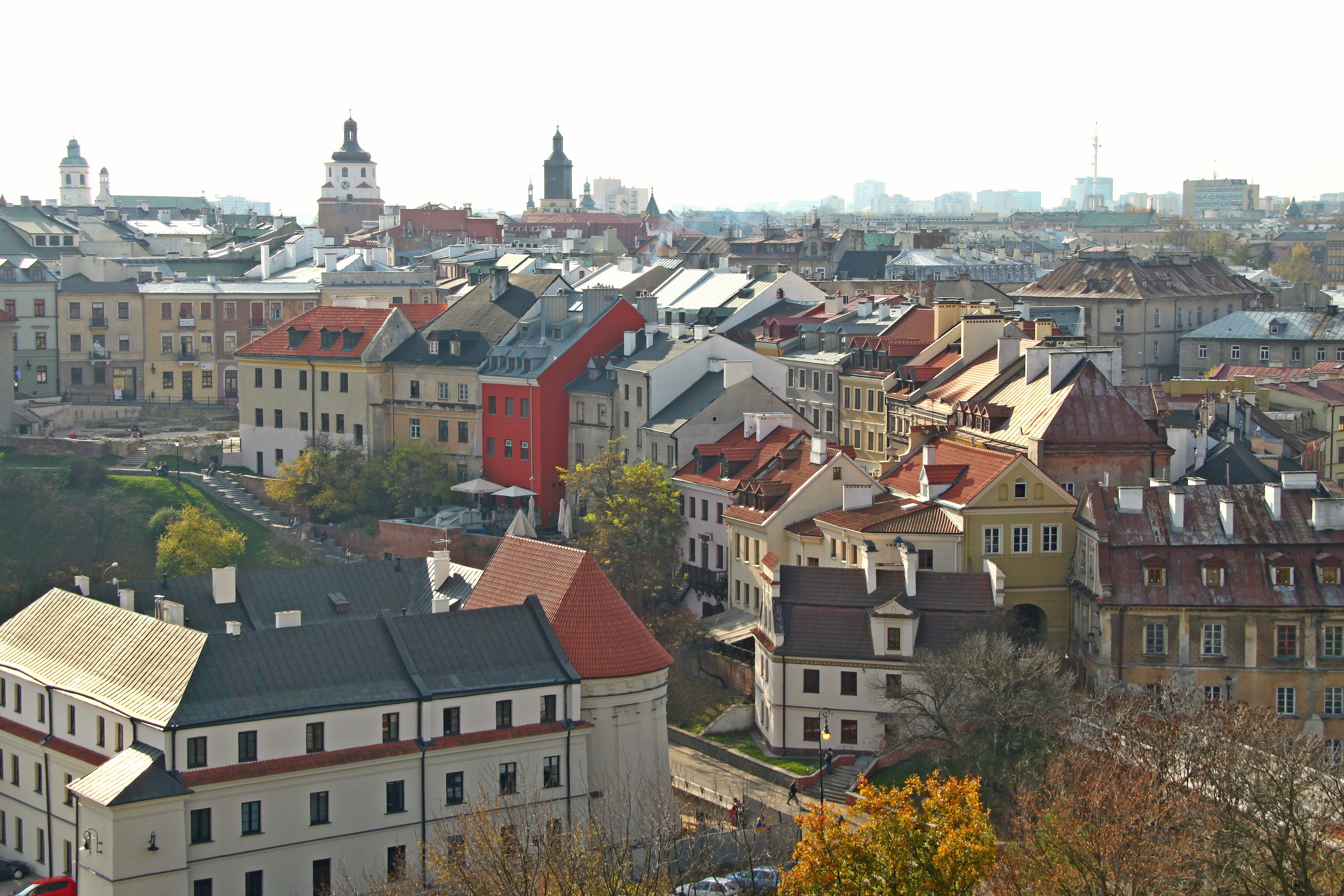
Stare Miasto w Lublinie

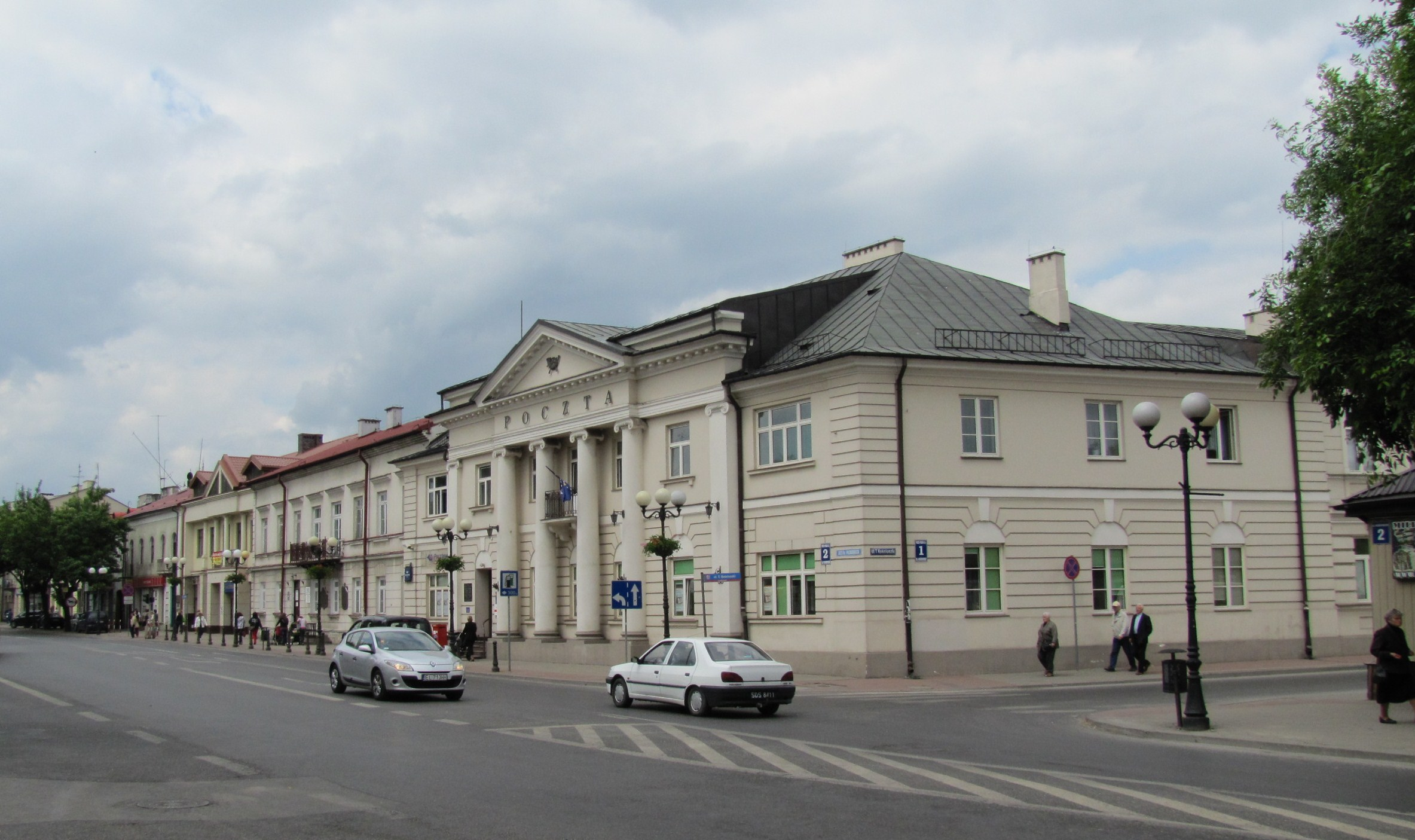
Ulica Józefa Piłsudskiego w Siedlcach

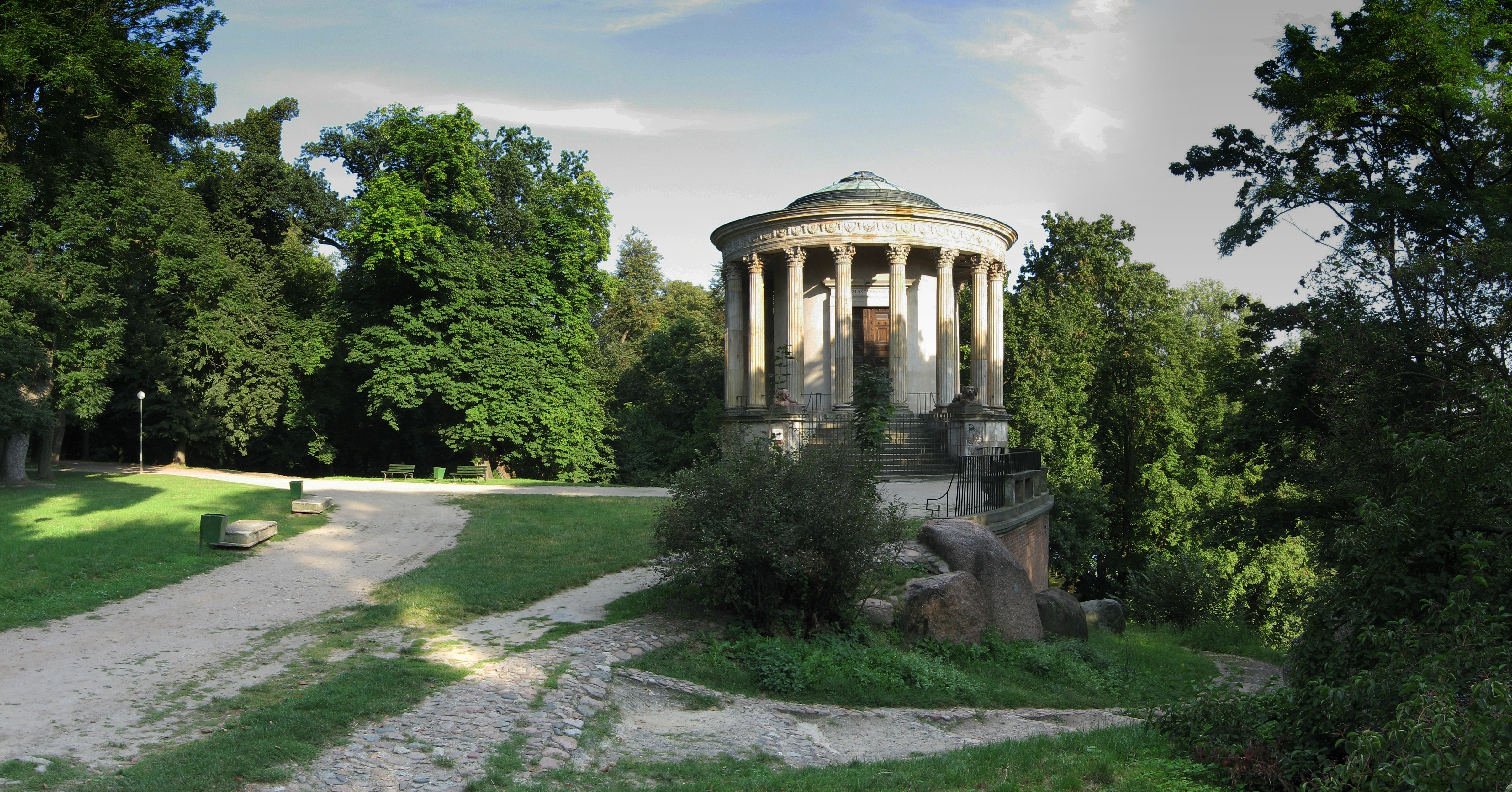
Świątynia Sybilli w Puławach

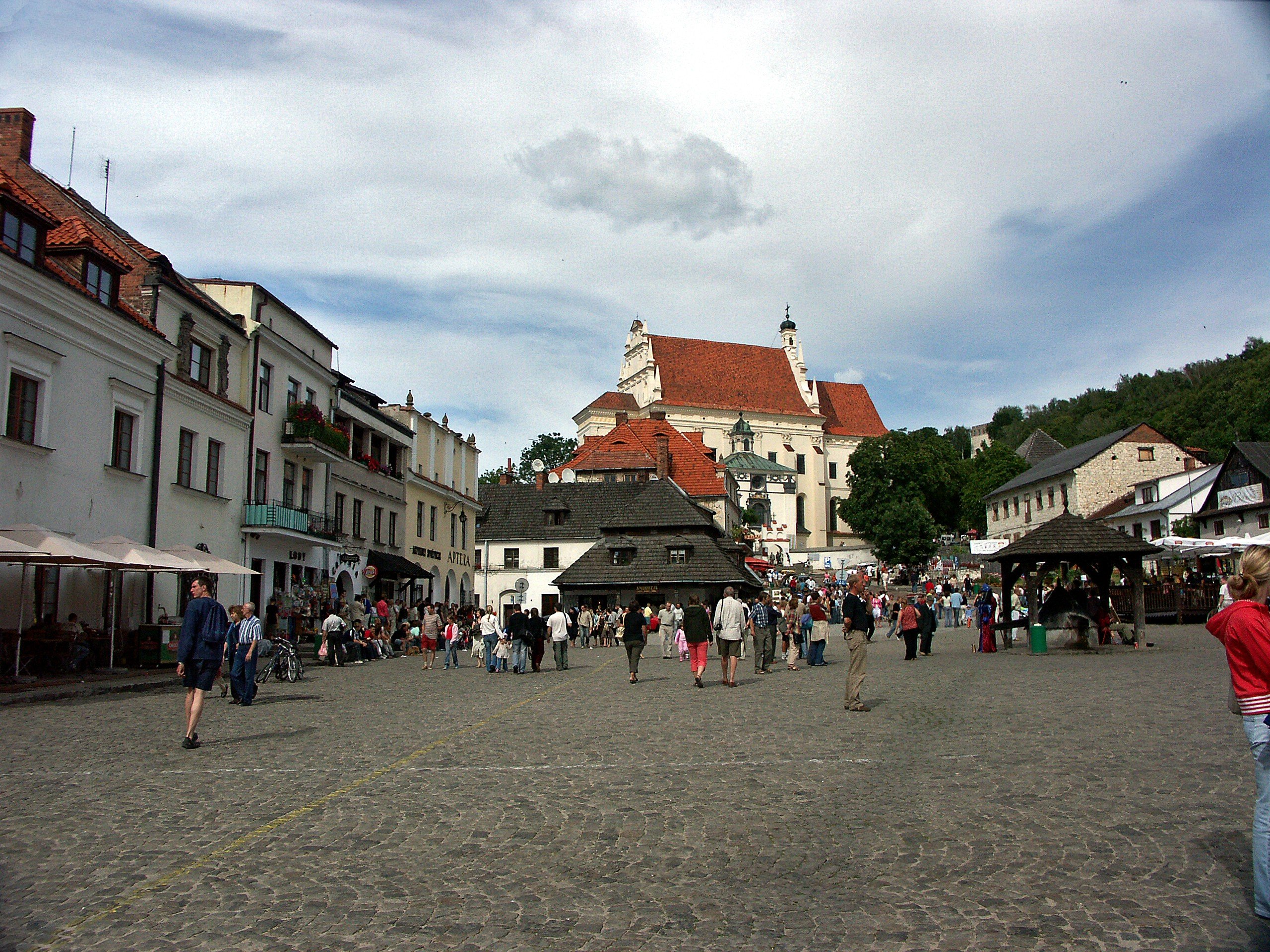
Rynek w Kazimierzu Dolnym

Miasta historycznej Lubelszczyzny (w granicach województwa lubelskiego I RP):
| Lp. | Miasto            | Populacja | Powierzchnia | Województwo  | Status w I RP                             |
| --- | ----------------- | --------- | ------------ | ------------ | ----------------------------------------- |
| 1.  | Lublin            | 334 681   | 147,45 km²   | lubelskie    | miasto królewskie, wojewódzkie, powiatowe |
| 2.  | Siedlce           | 77 645    | 31,86 km²    | mazowieckie  | miasto szlacheckie                        |
| 3.  | Puławy            | 46 664    | 50,49 km²    | lubelskie    | wieś szlachecka                           |
| 4.  | Świdnik           | 39 136    | 20,35 km²    | lubelskie    | wieś królewska                            |
| 5.  | Kraśnik           | 36 870    | 25,52 km²    | lubelskie    | miasto szlacheckie                        |
| 6.  | Łuków             | 29 170    | 35,75 km²    | lubelskie    | miasto królewskie, powiatowe              |
| 7.  | Biłgoraj          | 26 329    | 21,1 km²     | lubelskie    | miasto szlacheckie                        |
| 8.  | Lubartów          | 21 828    | 13,91 km²    | lubelskie    | miasto szlacheckie                        |
| 9.  | Łęczna            | 18 820    | 19 km²       | lubelskie    | miasto szlacheckie                        |
| 10. | Radzyń Podlaski   | 15 182    | 22,31 km²    | lubelskie    | miasto szlacheckie                        |
| 11. | Janów Lubelski    | 11 661    | 14,8 km²     | lubelskie    | miasto szlacheckie                        |
| 12. | Parczew           | 10 648    | 8,05 km²     | lubelskie    | miasto królewskie                         |
| 13. | Poniatowa         | 8980      | 15,26 km²    | lubelskie    | –                                         |
| 14. | Opole Lubelskie   | 8388      | 15,12 km²    | lubelskie    | miasto szlacheckie                        |
| 15. | Bełżyce           | 6477      | 23,46 km²    | lubelskie    | miasto szlacheckie                        |
| 16. | Bychawa           | 4855      | 6,69 km²     | lubelskie    | miasto szlacheckie                        |
| 17. | Nałęczów          | 3753      | 13,82 km²    | lubelskie    | –                                         |
| 18. | Kock              | 3273      | 16,78 km²    | lubelskie    | miasto szlacheckie                        |
| 19. | Zaklików          | 2929      | 11,42 km²    | podkarpackie | miasto szlacheckie                        |
| 20. | Piaski            | 2573      | 8,43 km²     | lubelskie    | –                                         |
| 21. | Annopol           | 2488      | 7,75 km²     | lubelskie    | wieś szlachecka                           |
| 22. | Kazimierz Dolny   | 2530      | 30,44 km²    | lubelskie    | miasto królewskie                         |
| 23. | Ostrów Lubelski   | 2110      | 29,77 km²    | lubelskie    | miasto królewskie                         |
| 24. | Urzędów           | 1694      | 12,91 km²    | lubelskie    | miasto królewskie, powiatowe              |
| 25. | Frampol           | 1432      | 4,67 km²     | lubelskie    | –                                         |
| 26. | Modliborzyce      | 1459      | 7,90 km²     | lubelskie    | miasto szlacheckie                        |
| 27. | Józefów nad Wisłą | 920       | 3,65 km²     | lubelskie    | miasto szlacheckie                        |

## Galeria

Wybrane pałace:
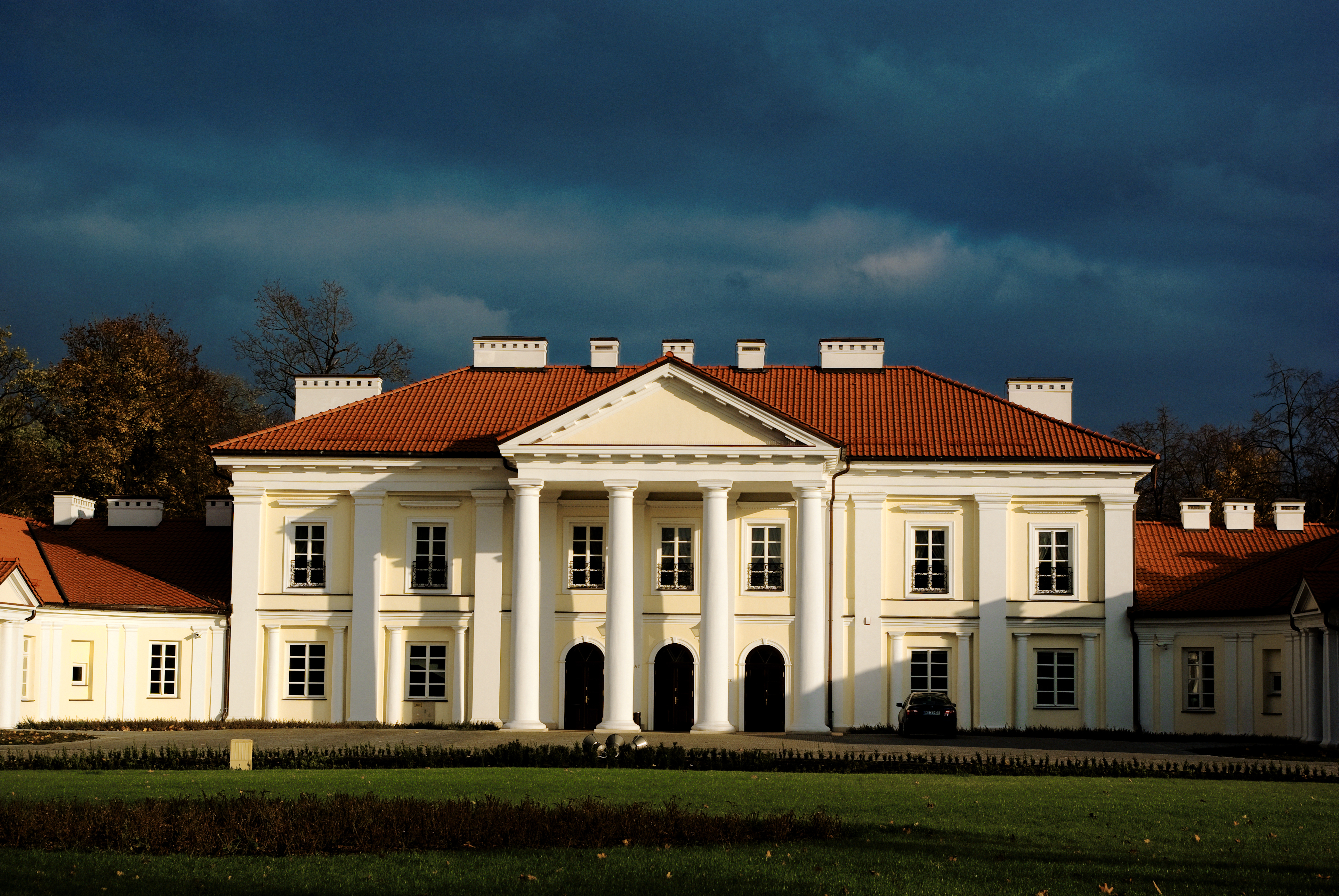
Pałac Ogińskich w Siedlcach
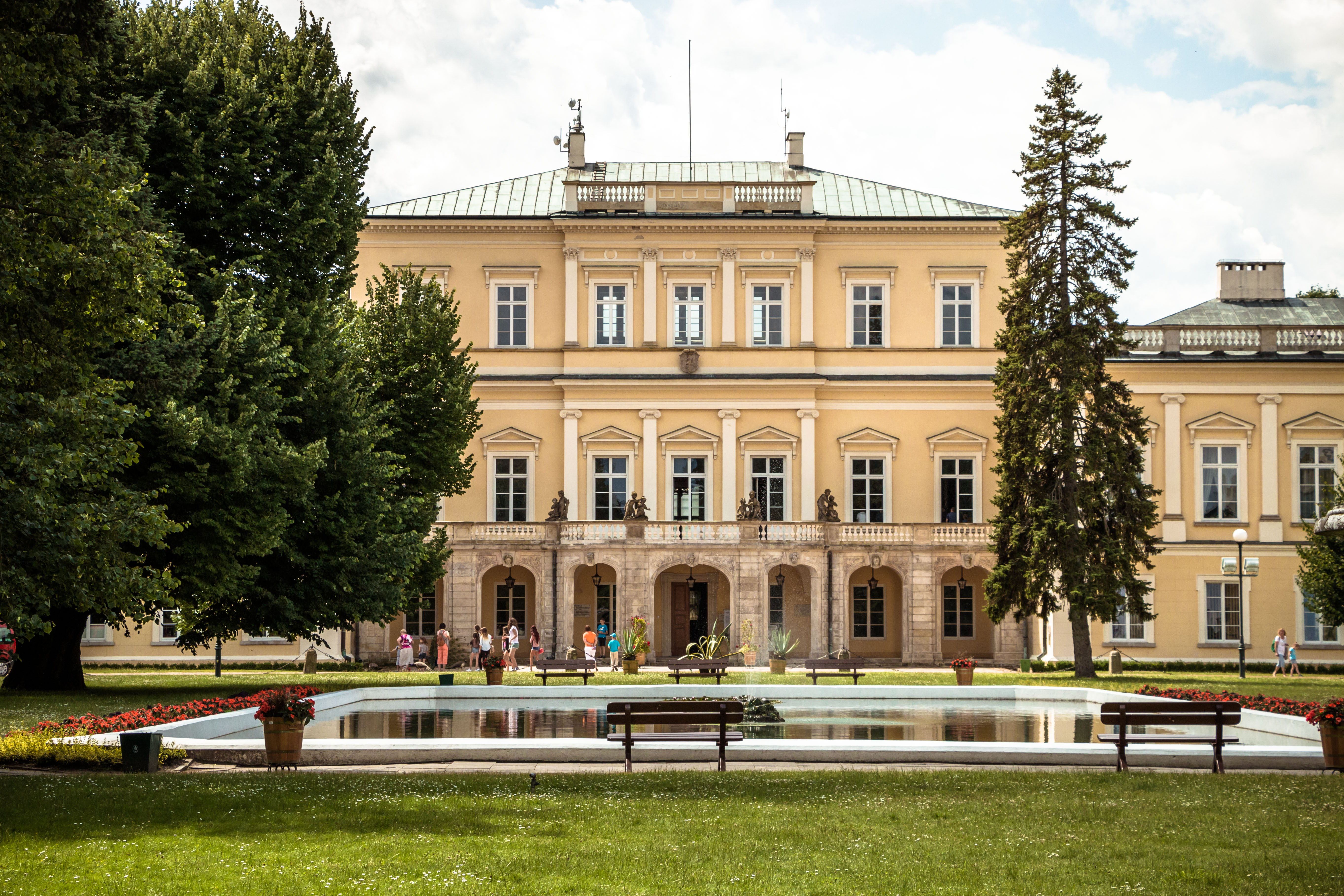
Pałac Czartoryskich w Puławach
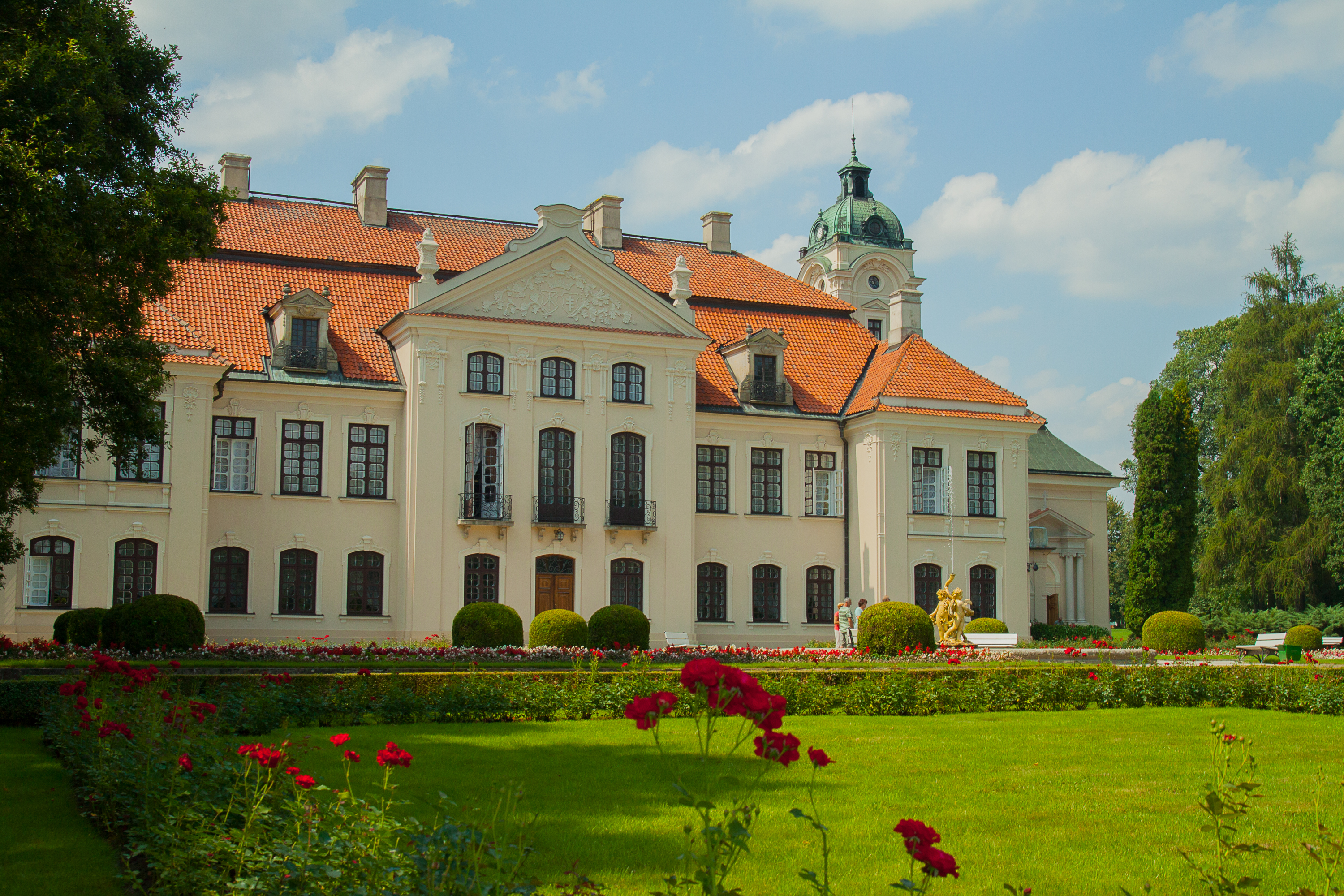
Pałac Zamoyskich w Kozłówce
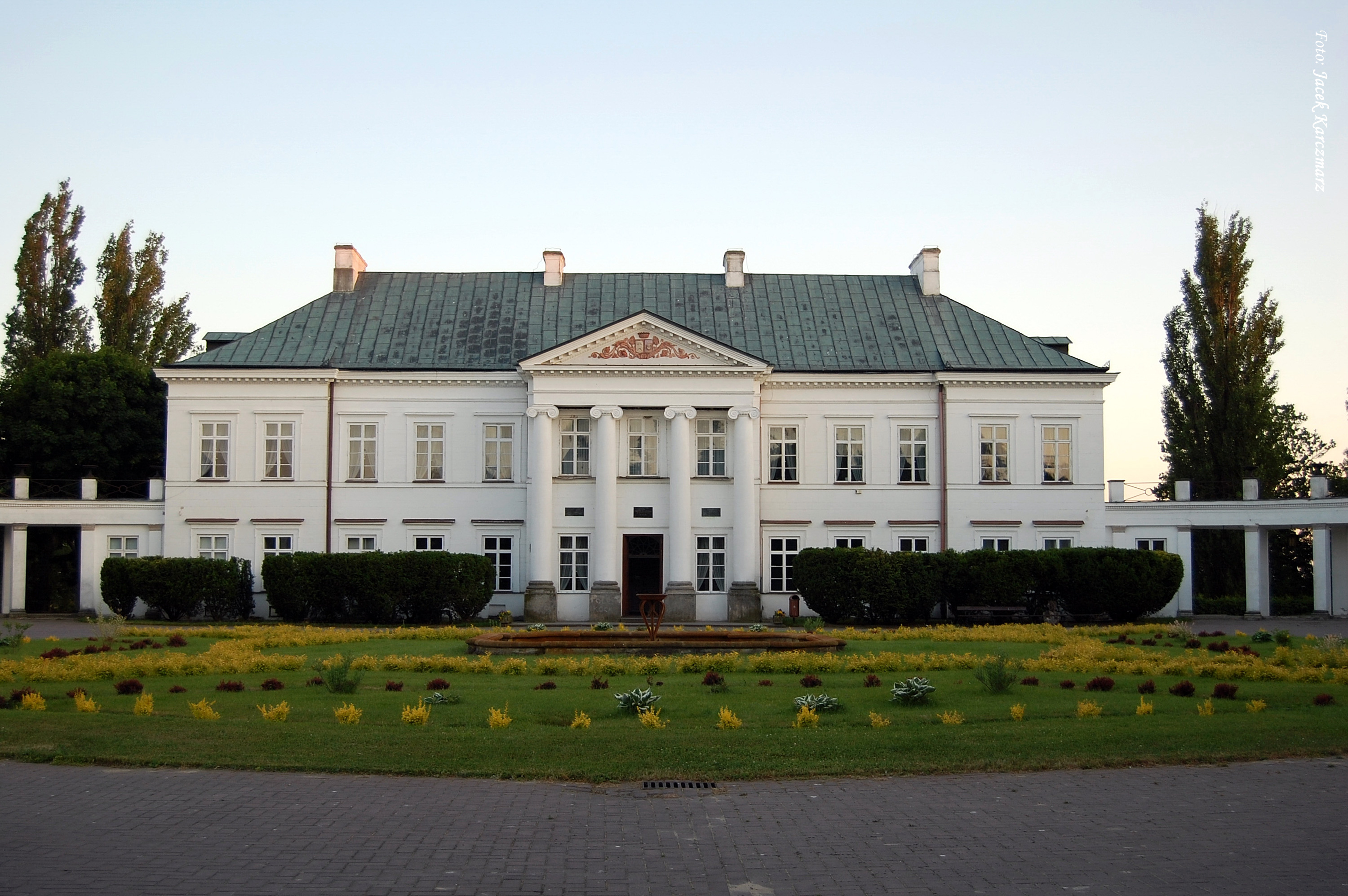
Pałac Jabłonowskich w Kocku
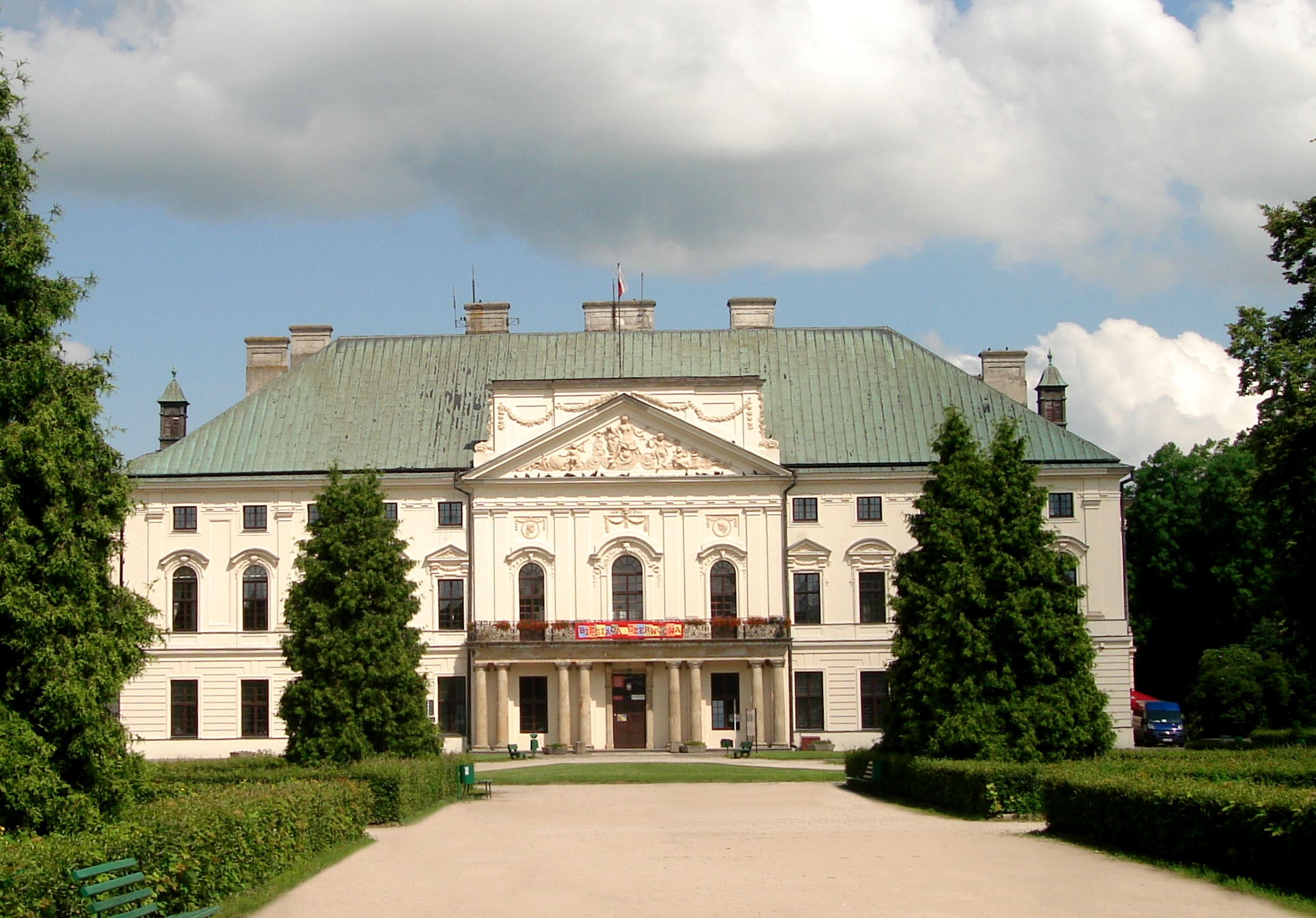
Pałac Sanguszków w Lubartowie
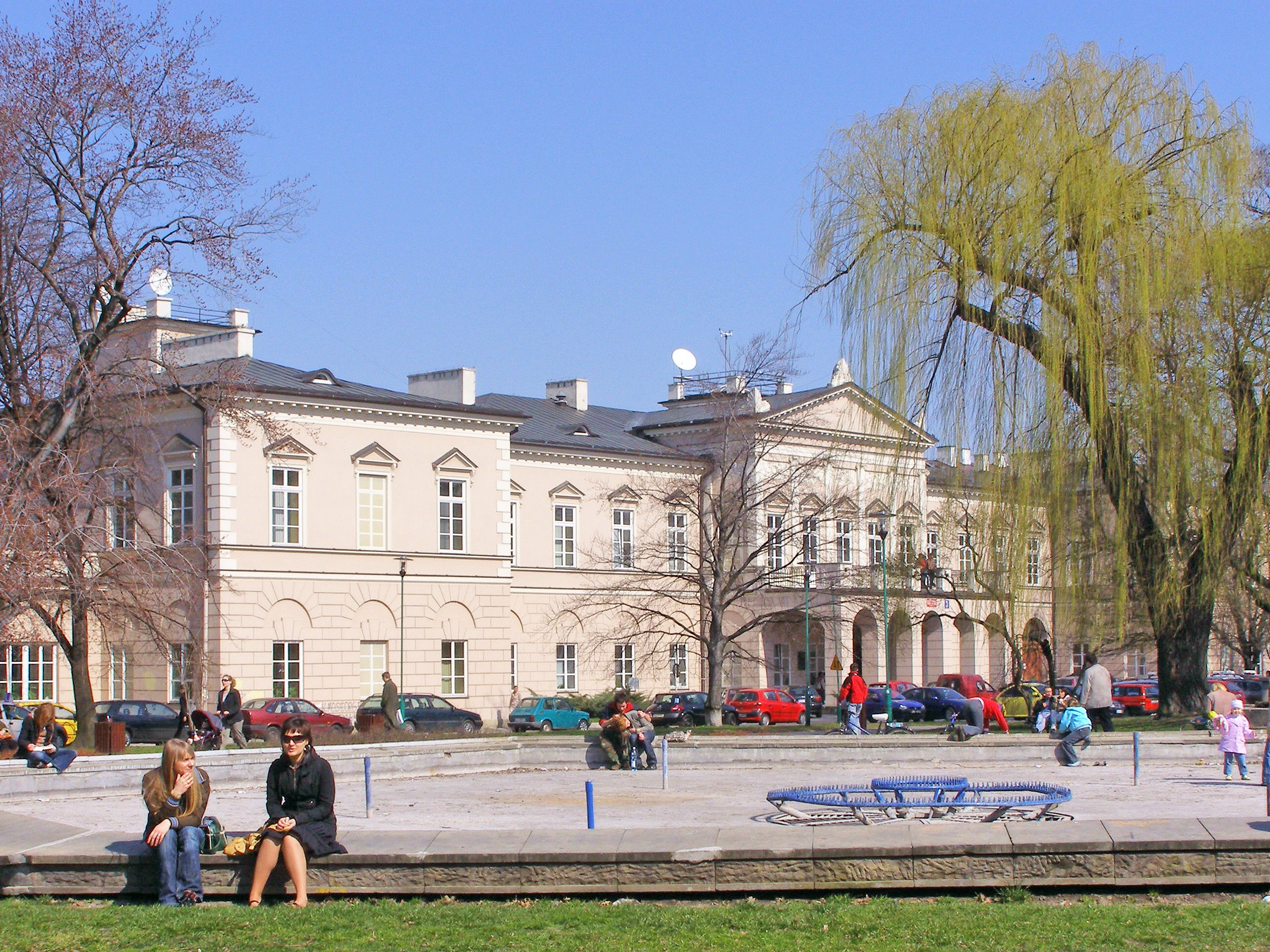
Pałac Lubomirskich w Lublinie
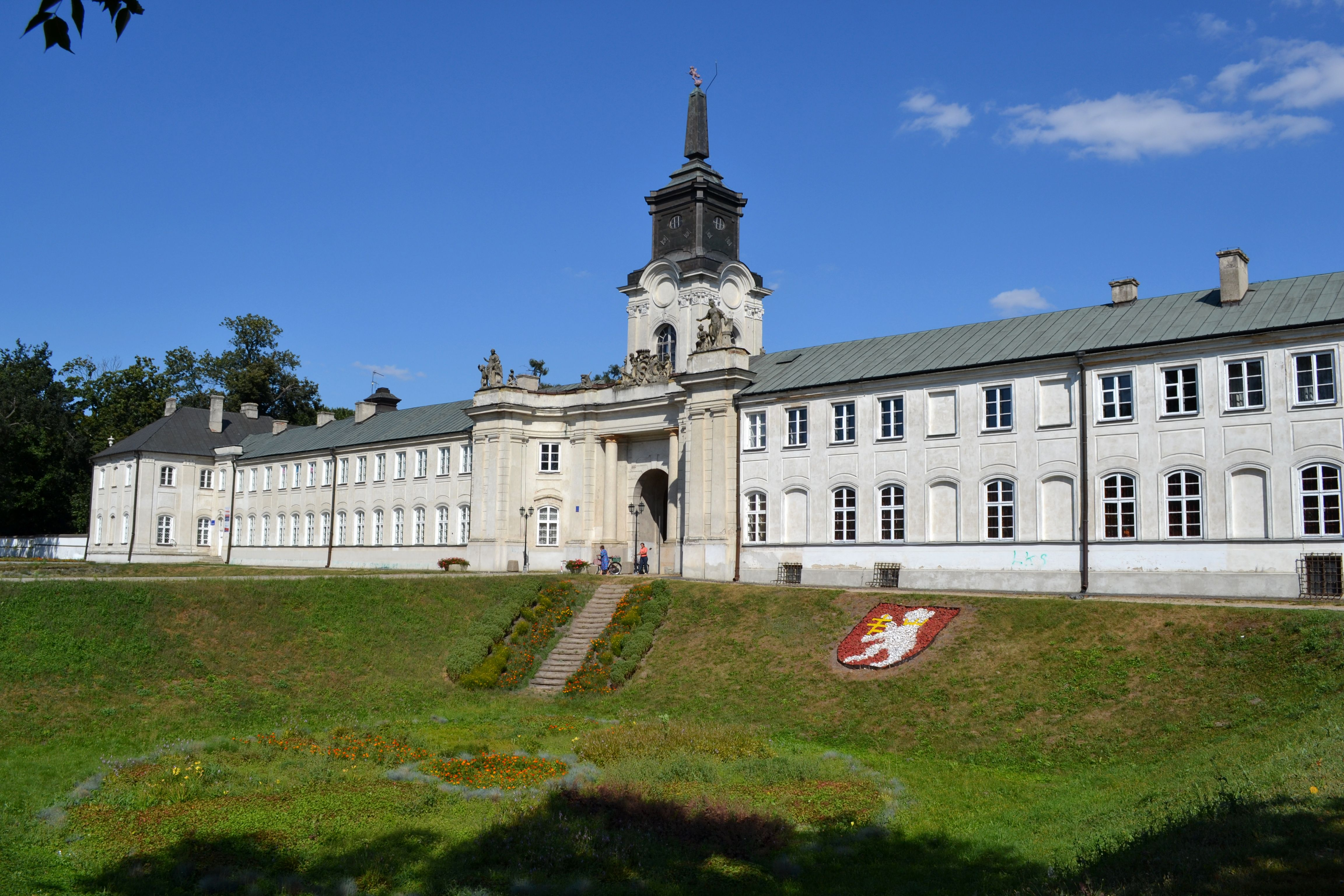
Pałac Potockich w Radzyniu Podlaskim
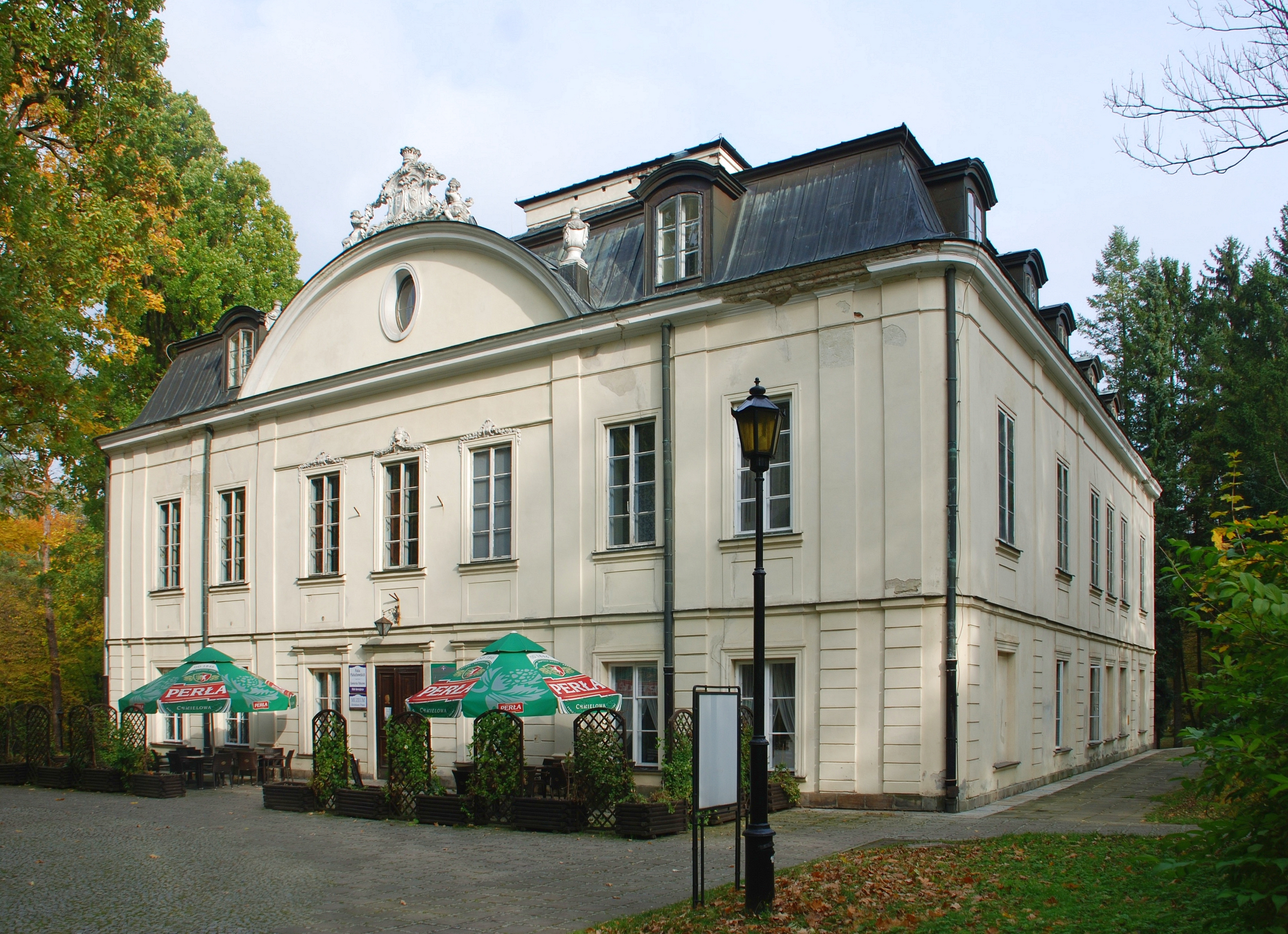
Pałac Małachowskich w Nałęczowie
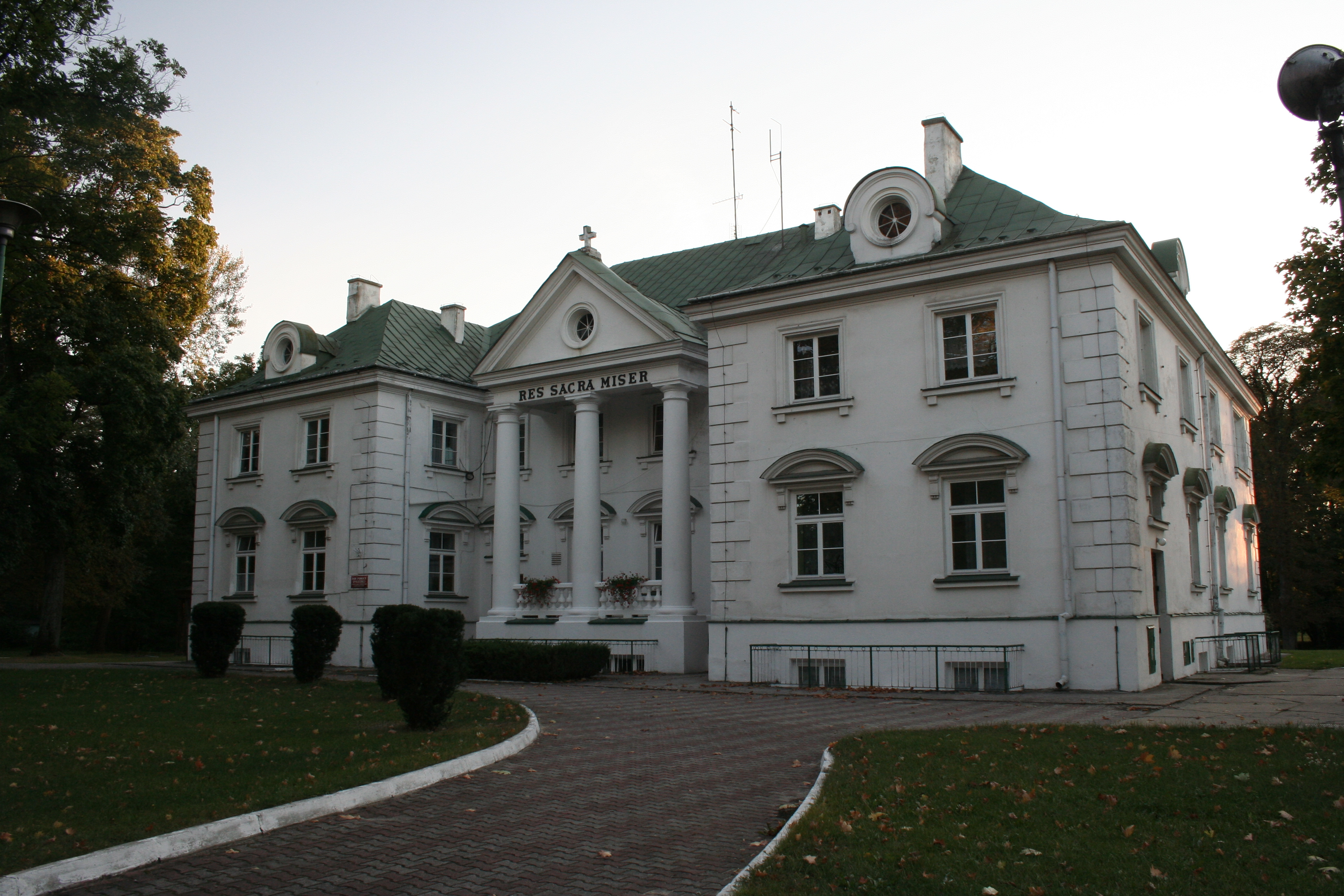
Pałac w Gościeradowie
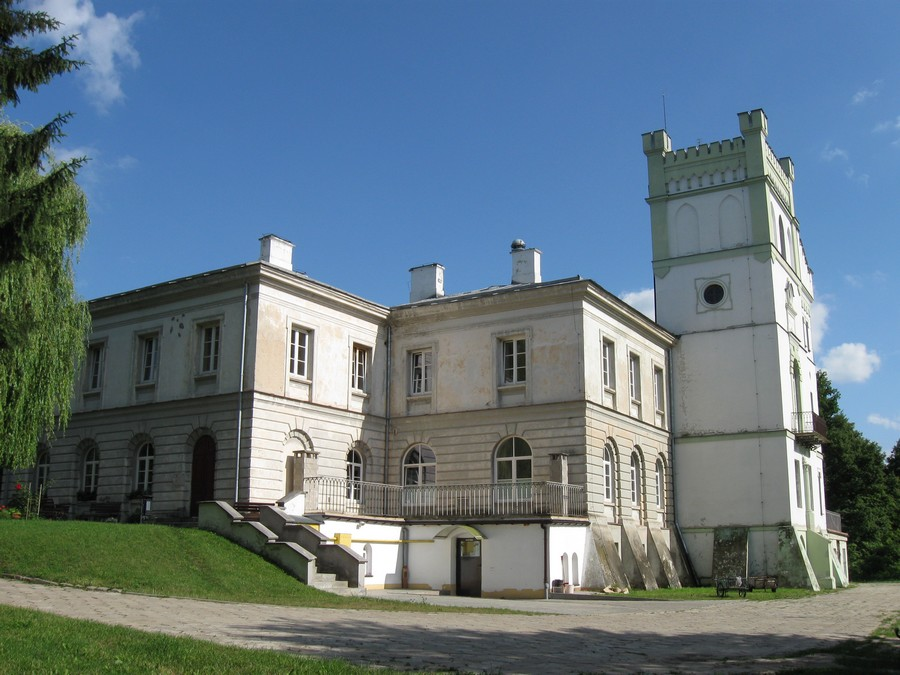
Pałac w Celejowie

Wybrane kościoły z okresu przedrozbiorowego:
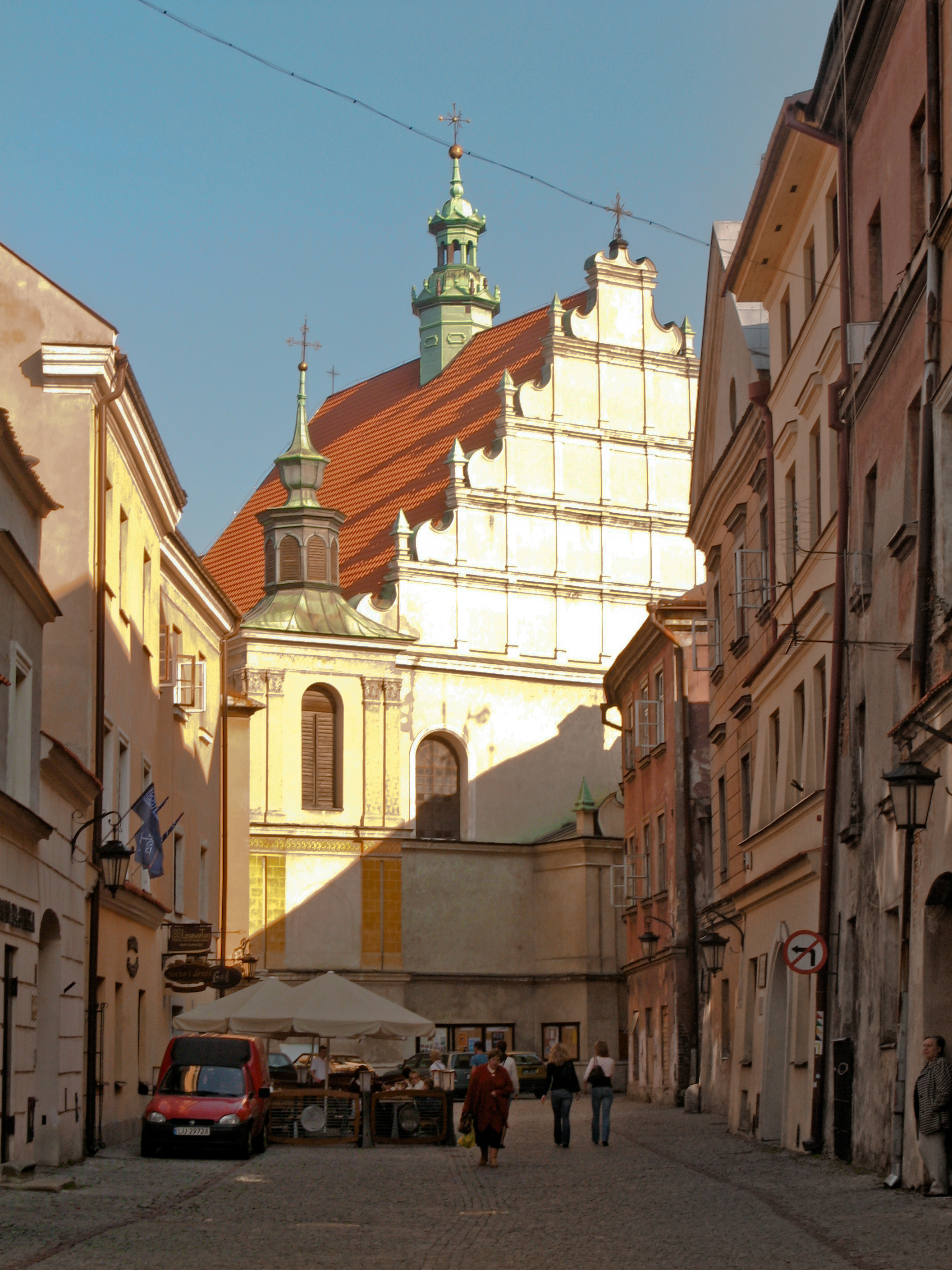
Bazylika św. Stanisława w Lublinie
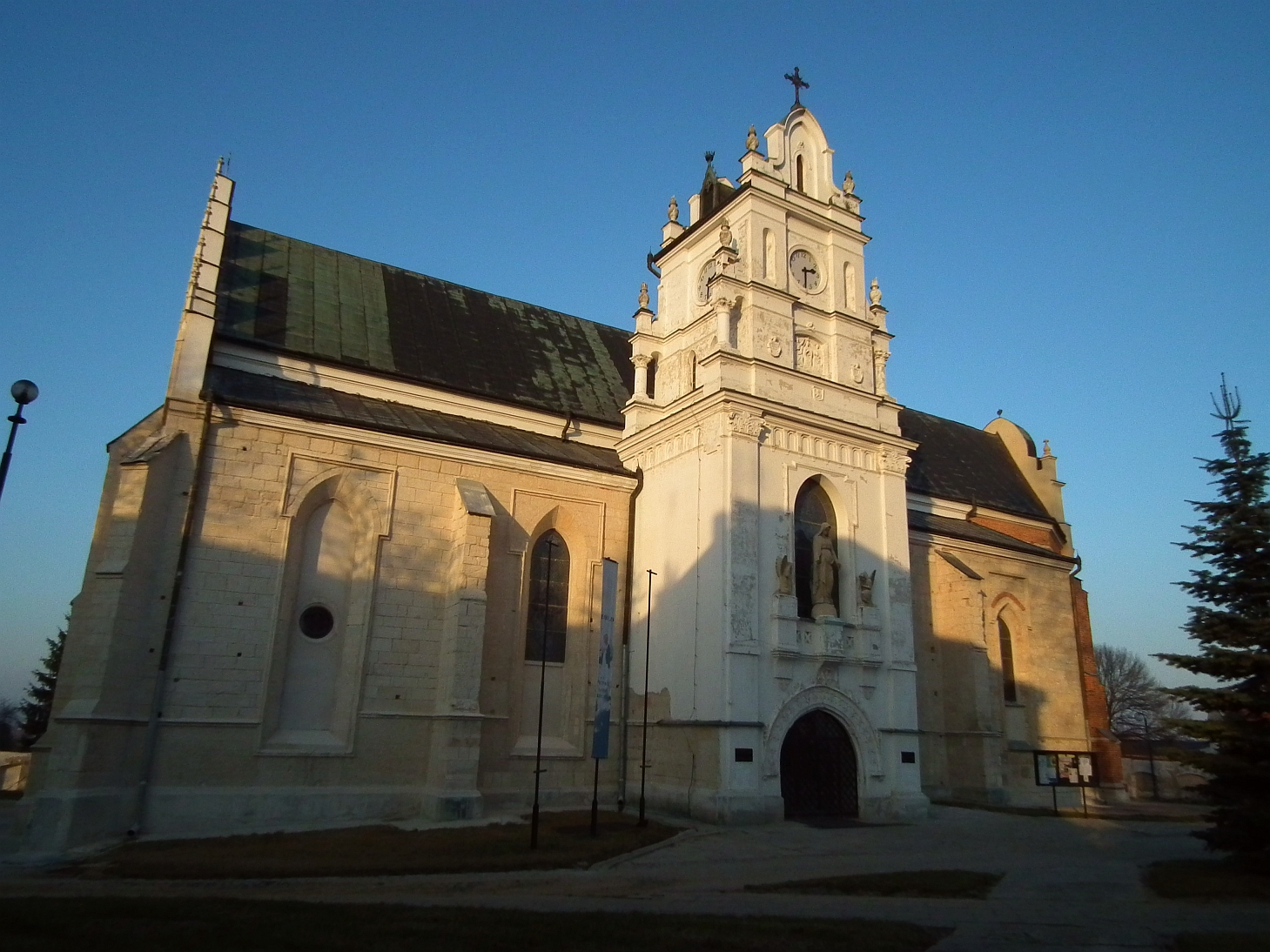
Kościół Wniebowzięcia NMP w Kraśniku
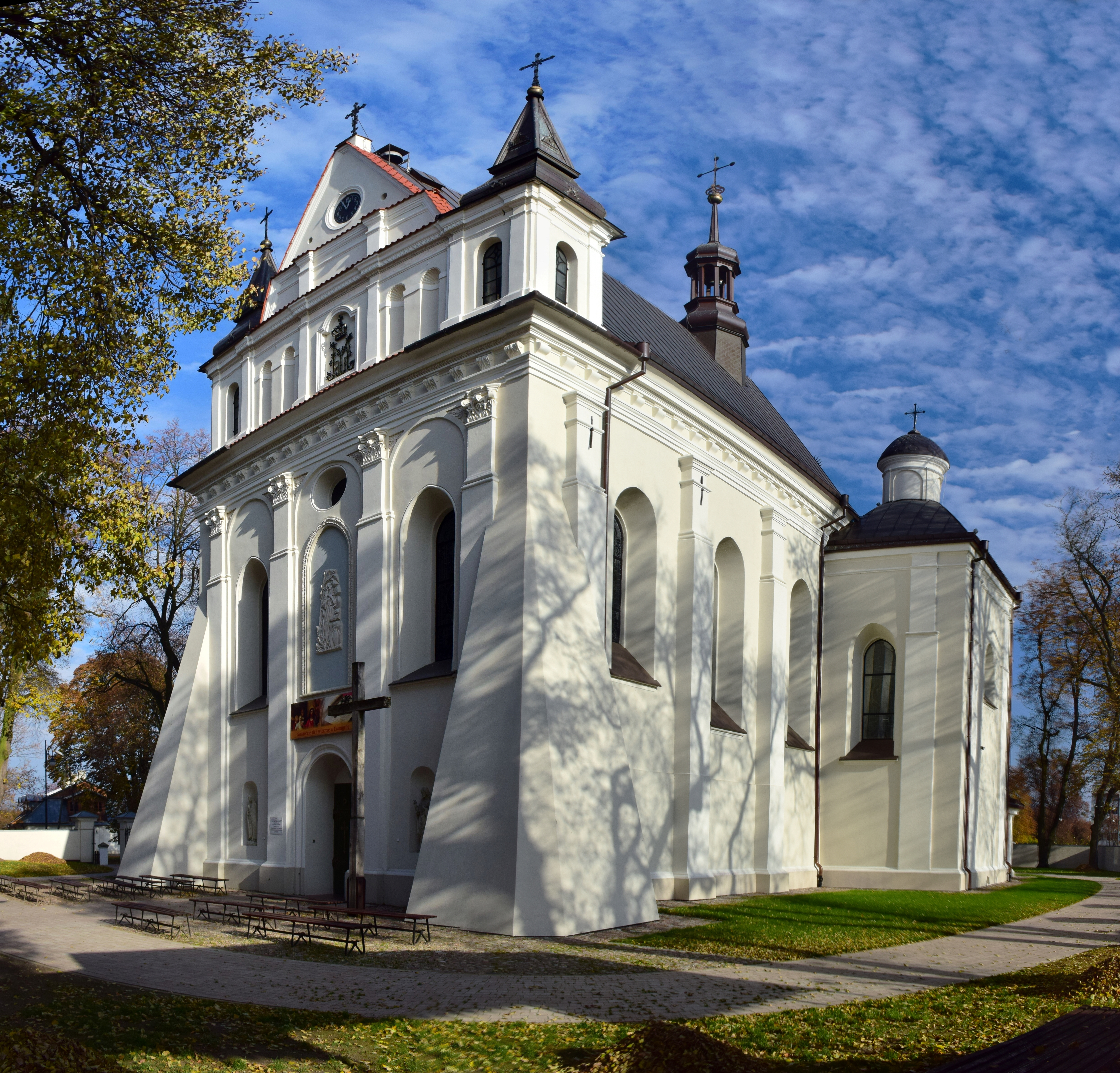
Kościół św. Marii Magdaleny w Łęcznej
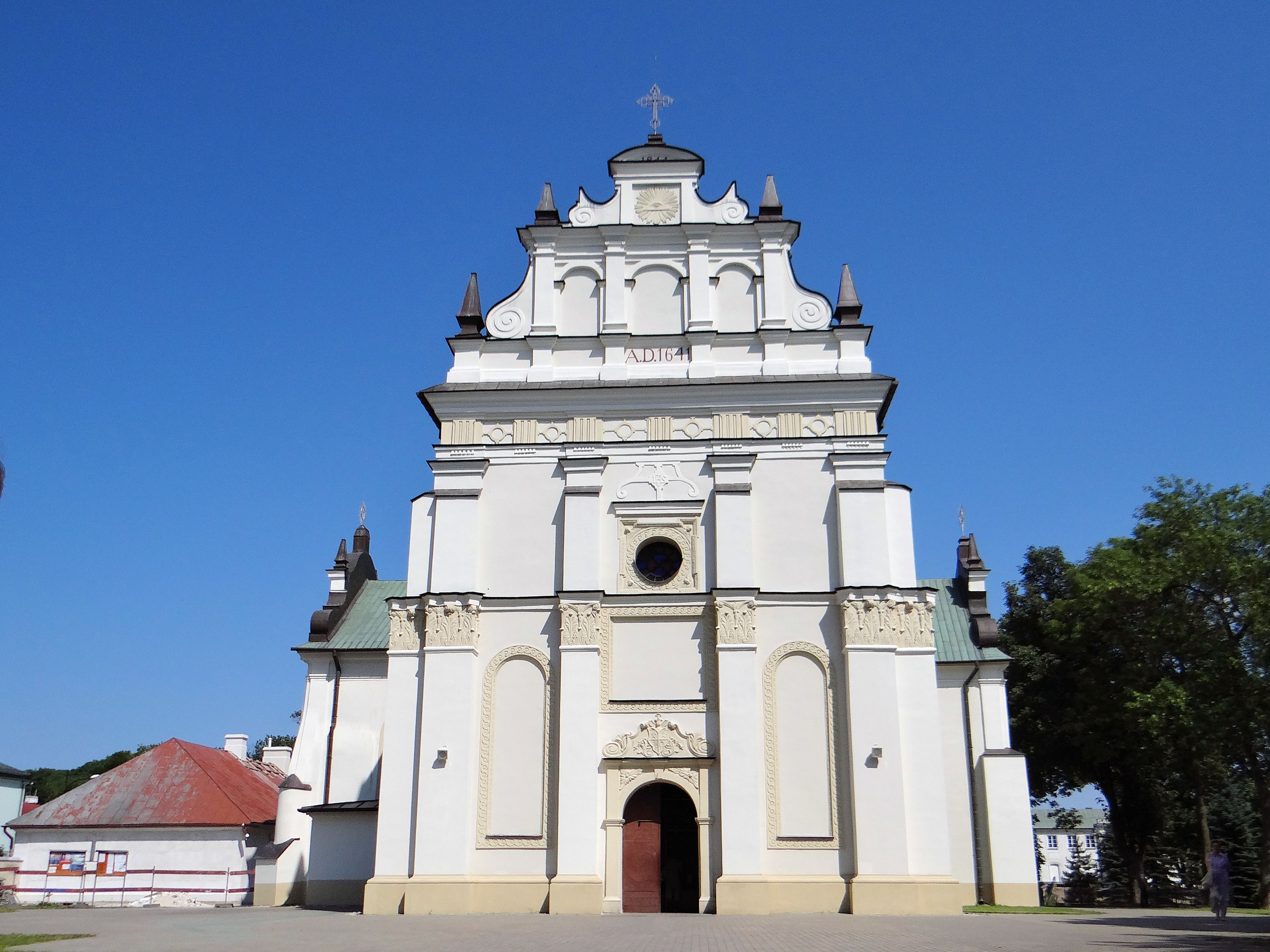
Kościół Trójcy Świętej w Radzyniu Podlaskim
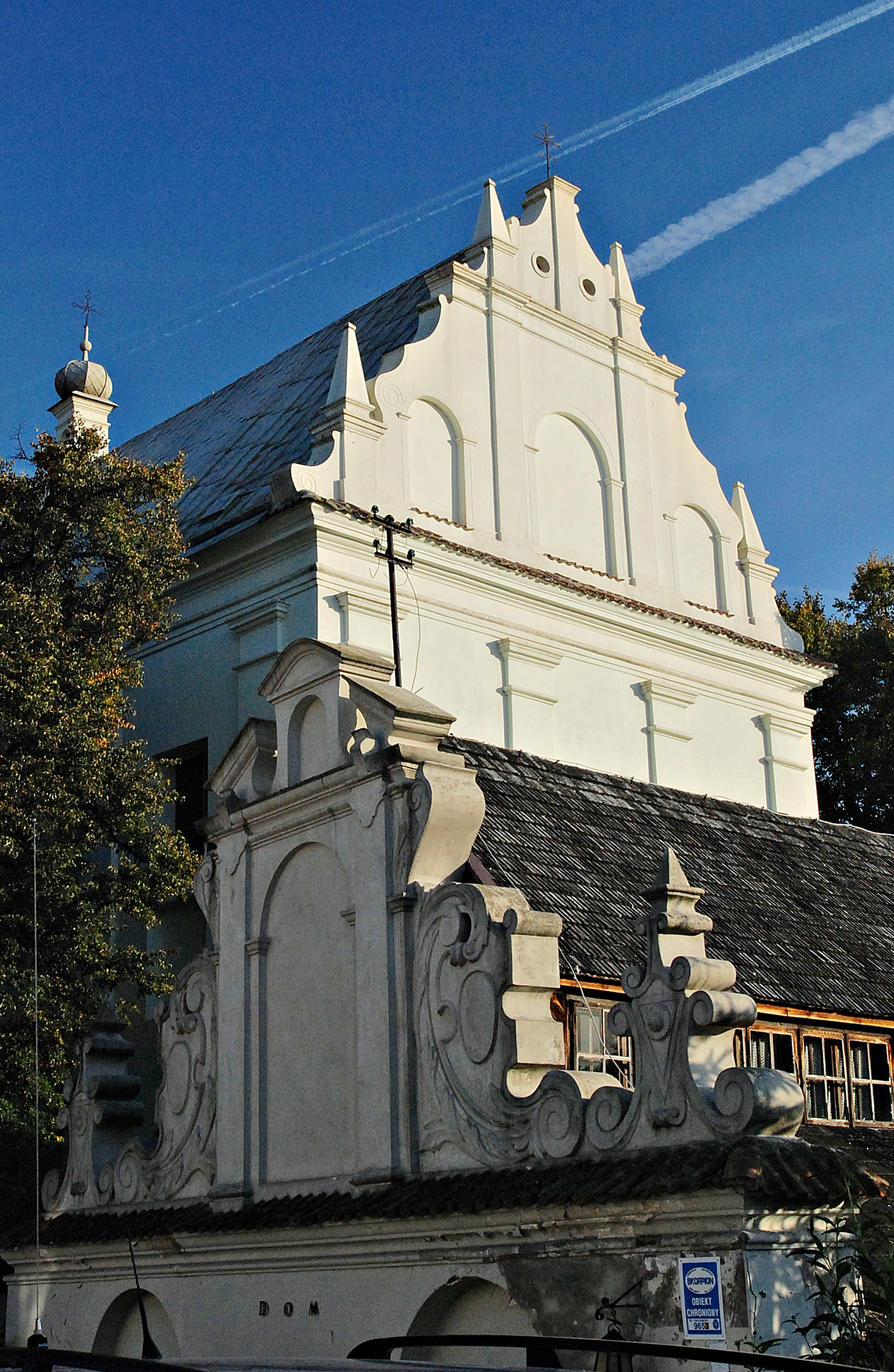
Kościół św. Anny w Kazimierzu Dolnym
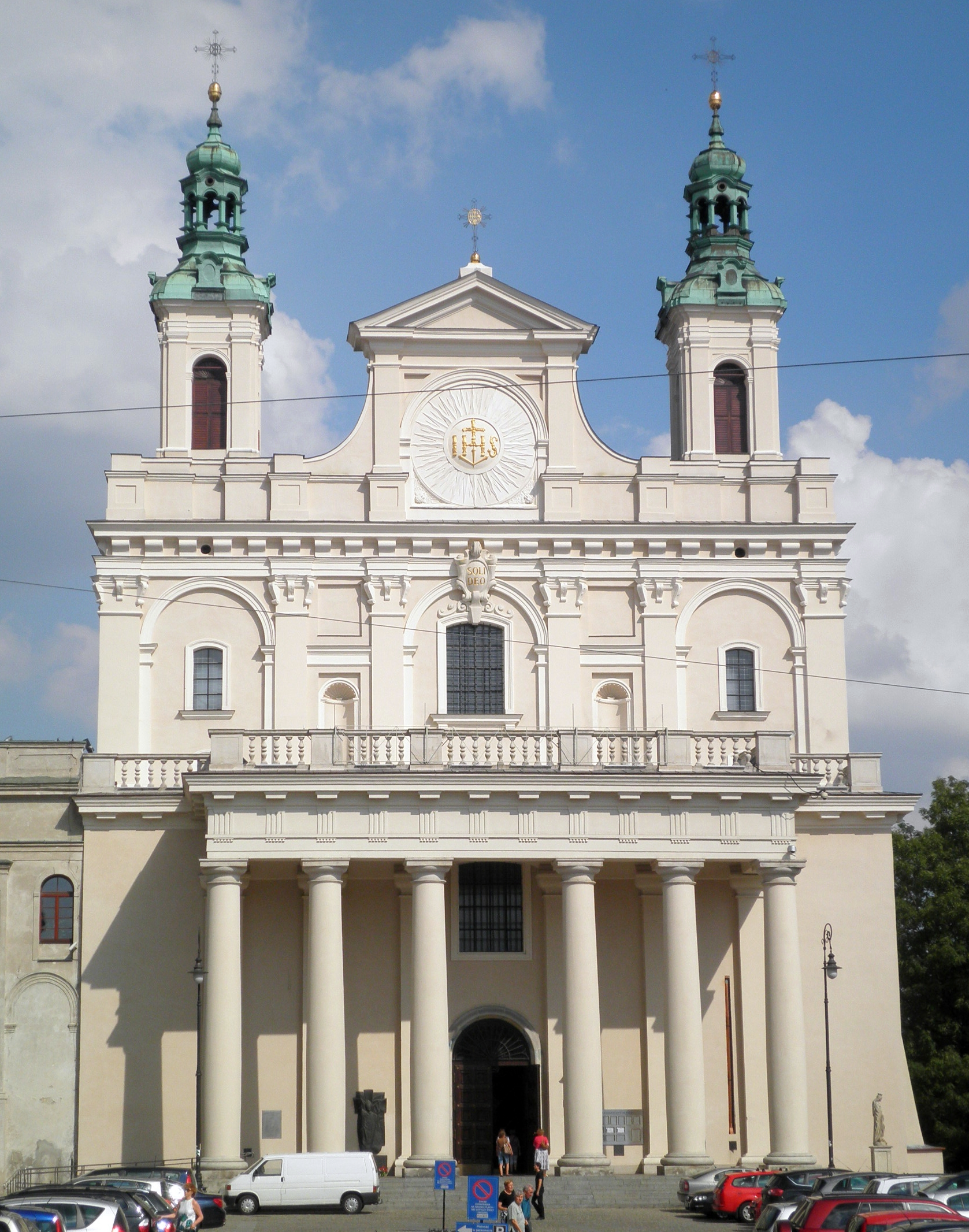
Archikatedra św. Jana Chrzciciela i św. Jana Ewangelisty w Lublinie
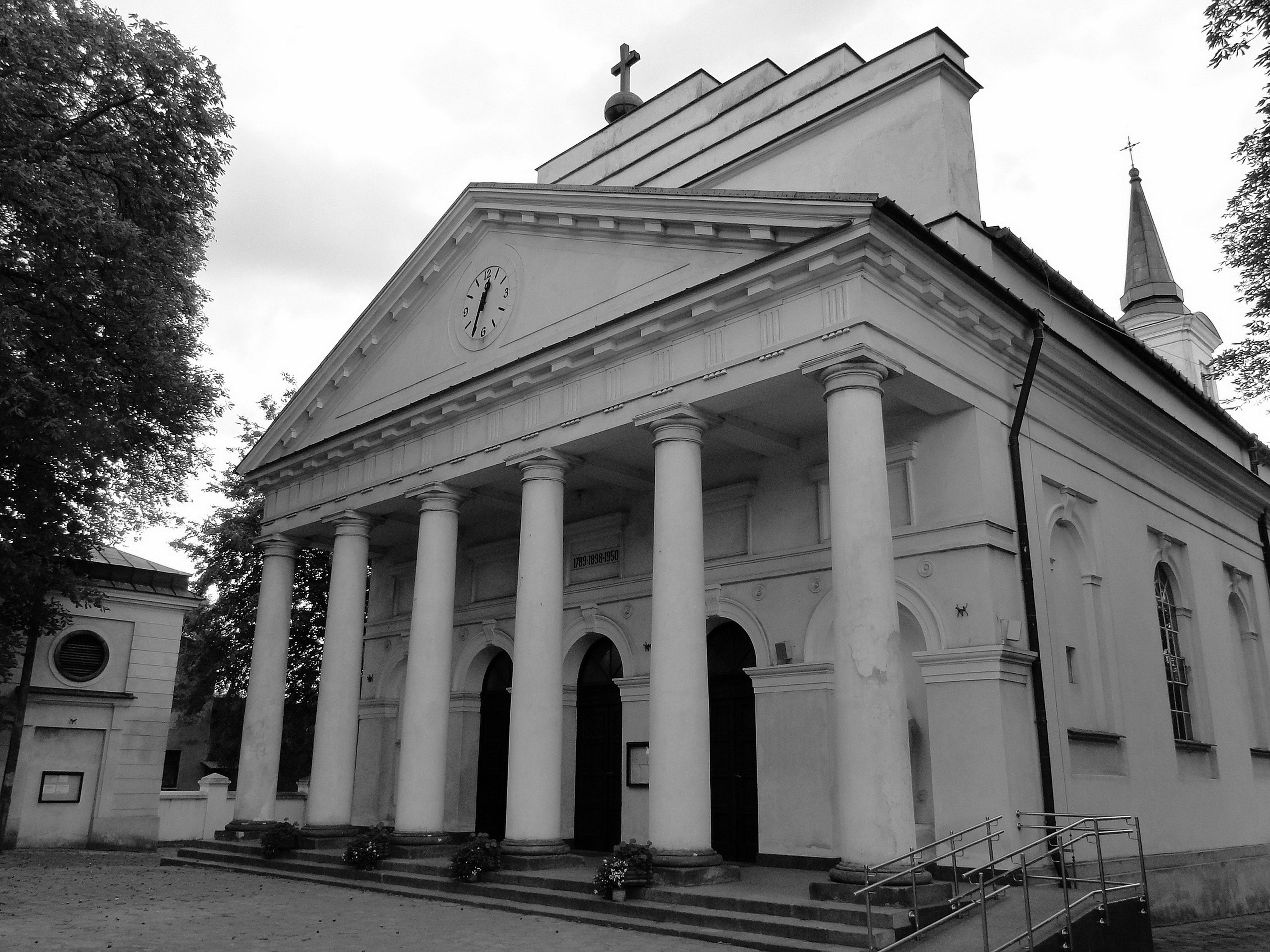
Kościół Wniebowzięcia NMP w Kocku